# Friedrich Jaksch
Friedrich Jaksch (* 4. dubna 1894 v Budějovicích, Rakousko-Uhersko ; † 18. února 1946 v Buchenwaldu), vystupující také pod pseudonymem Friedrich Bodenreuth, byl sudetoněmecký spisovatel. Působil mimo jiné jako dramaturg v labskoústeckém divadle a knihovník v Liberci. Zemřel v sovětském internačním táboře v Buchenwaldu.

## Život
Friedrich Jaksch se narodil v roce 1894 v Českých Budějovicích do rodiny právníka. Po gymnáziu studoval několik semestrů právo a filozofii na Německé univerzitě v Praze. Zúčastnil první světové války jako voják na rakousko-uherské straně. Už na konci srpna 1914 byl těžce zraněn v bitvě u Komarówa a odešel z vojenské služby.
V letech 1919 až 1920 působil jako dramaturg v divadle v Ústí nad Labem. Od roku 1920 byl vedoucím sudetoněmeckého nakladatelství v Liberci a také tamního divadla pod širým nebem. V roce 1923 byl Jaksch jedním ze spoluzakladatelů liberecké Knihovny Němců v Československu (Bücherei der Deutschen in der Tschechoslowakei), shromažďující sudetoněmeckou literaturu. Ta byla později po skončení druhé světové války převzata Státní studijní knihovnou v Liberci.
Friedrich Jaksch byl autorem románů, povídek, básní a divadelních her. Zvláště úspěšný byl jeho román Všechny vody Čech tečou do Německa (Alle Wasser Böhmens fließen nach Deutschland), vydaný v roce 1937. Do roku 1943 bylo vydáno více než 260 000 výtisků tohoto románu.
V sovětské okupační zóně Německa byla tři Jakschova díla, které Jaksch pod pseudonymem „Friedrich Bodenreuth“ Německou centrální správou lidového vzdělávání zařazena na Seznam vyloučené literatury. Sám Jaksch byl zajat a zemřel v roce 1946 jako vězeň sovětského internačního tábora č. 2 v Buchenwaldu.

## Díla
- Wellen und Wogen, Praha 1918
- Hartherz, der Zwerg, Lipsko 1919
- Märchen der Liebe, Praha 1919
- Mütter!, Liberec 1920
- Sklavin, Liberec 1920
- Eros-Licht, Liberec 1922
- Der enthauptete Heiland, Liberec 1924
- Das Haus mit den Steinfiguren, Svídnice 1926
- Das Christkindl-Spiel des Böhmerwaldes, Berlín 1929
- Lexikon sudetendeutscher Schriftsteller und ihrer Werke für die Jahre 1900–1929, Liberec 1929
- Amme Ise, Liberec 1930
- Wie Hans und Grete den Weihnachtsmann besuchten, Liberec 1930 (spolu s Tinou Pezellen)
- Sonne über Böhmen, Vratislav 1934
- Gott stellt die Zeiger, Vratislav 1935
- Alle Wasser Böhmens fließen nach Deutschland, Berlín 1937 (pod pseudonymem Friedrich Bodenreuth)
- Kathrein, Berlín 1939 (pod pseudonymem Friedrich Bodenreuth)
- Das Ende der Eisernen Schar, Lipsko 1940 (pod pseudonymem Friedrich Bodenreuth)
- Söhne am anderen Ufer, Berlín 1940 (pod pseudonymem Friedrich Bodenreuth)
- Krispinus, Rudolstadt 1944 (pod pseudonymem Friedrich Bodenreuth)